# Снигиревский, Александр Васильевич
Александр Васильевич Снигиревский (1840 – 15.02.1917) — русский скульптор, академик Императорской Академии художеств.

## Биография
Родился в Санкт-Петербурге. В двенадцатилетнем возрасте поступил в ученики Ларинской гимназии (1852). Обучался в Императорской Академии художеств (1858—1870). Занимаясь в Академии художеств, за свои успехи в рисовании и лепке получил три малые и две большие серебряные медали. Был награждён малой золотой медалью (1868) за исполнение программы «Прометей, терзаемый орлом». Выпущен из Академии (1870) со званием классного художника 1-й степени, полученным за барельеф «Доверие Александра Великого к его врачу, Филиппу». Для дальнейшего совершенствования в скульптуре отправился за границу (1871) за свой счёт. Посетил Германию, Швейцарию, Италию, Париж, Лондон, и поселился в Риме, где исполнил статуи: «Слепой музыкант», «Любопытство» (девочка, роющаяся в папке с рисунками) и «Мальчик неаполитанец, играющий в bocceto» и группы «В бурю» и «Девочка-негритянка, забавляющая своего брата». По возвращении в Санкт-Петербург, через год был удостоен звания академика (1875) за статую «Орфей, игрой на арфе усмиряющий зверей». Из произведений Снигиревского заслуживают, сверх вышеупомянутых, быть упомянутыми бюсты генералов М. Д. Скобелева и И. В. Гурко и несколько групп, вылепленных из воска для исполнения в серебре и бронзе («Гусар, требующий от ведьмы коня», «Мазепа, увозящий Марию Кочубей», «Казаки на Шипке» и др.).

## Галерея

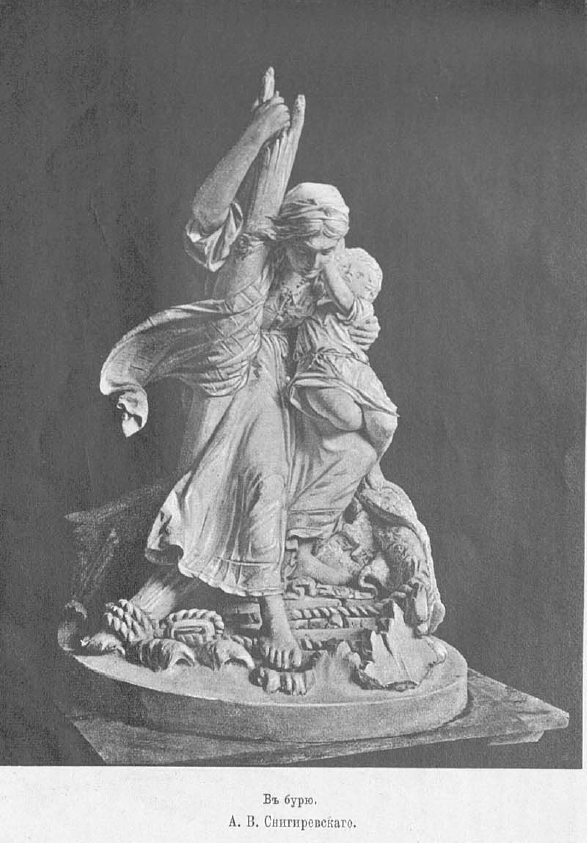
В бурю
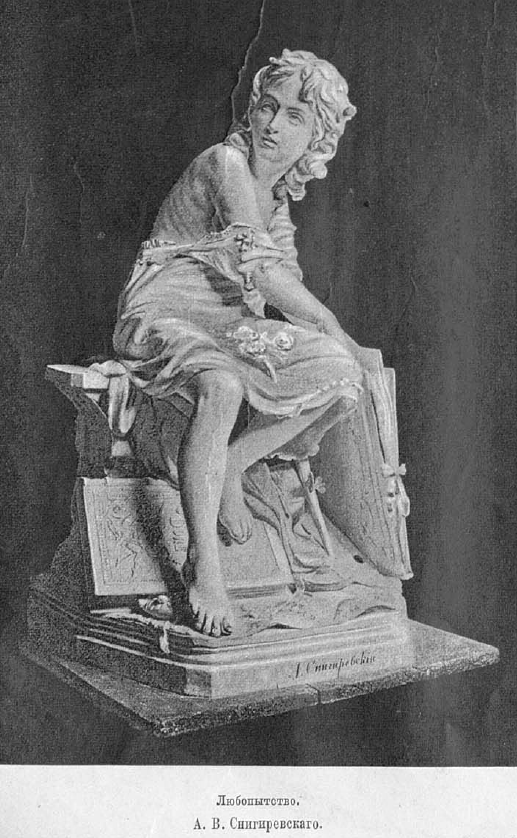
Любопытство
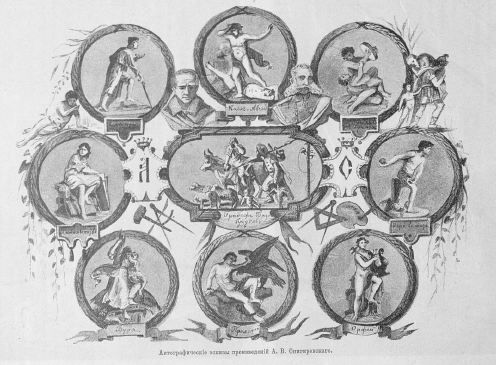
Автографические эскизы работ